# The Young Knives
The Young Knives er et rock-band fra Storbritannien.

## Diskografi
- Voices of animals and men (2006)
- Superabundance (2008)

| Musikgruppe | Spire Denne artikel om en britisk musikgruppe er en spire som bør udbygges. Du er velkommen til at hjælpe Wikipedia ved at udvide den. |